# 신풍경기장
신풍경기장(新豊競技場)은 조선민주주의인민공화국 강원도 원산시 신풍동에 위치한 종합경기장이다.
태양절 등의 명절이나 기념일에 노동자들과 청소년 학생들을 대상으로 하는 체육행사가 진행되어 만경대상 체육경기대회, 대학생체육경기대회, 고등전문학교체육경기대회와 같은 대회들이 자주 열린다.